# 富士屋ユースホステル
富士屋ユースホステル（ふじやユースホステル）は、日本ユースホステル協会に加盟していた長野県青木村のユースホステル。旧称『ふじやホステル』『富士屋ホステル』『ユースホステル富士屋』。

## 概要
1957年1月に開館した田沢温泉の一角に建つユースホステルである。『富士屋ホテル』『国民宿舎富士』と兼営していた（ただし、建物は別。）。2017年3月31日付で閉館となったが、その後も『富士屋』『国民宿舎富士』の名で宿泊施設としての営業を継続している。

## アクセス
- JR東日本北陸新幹線、しなの鉄道しなの鉄道線『上田駅』より千曲バス『青木』行きに乗車『青木バスターミナル』バス停乗り換え、青木村営バス『田沢温泉』行きに乗車『田沢温泉』バス停下車、徒歩2分。または『青木バスターミナル』バス停下車、徒歩15分。『青木バスターミナル』バス停からの送迎あり。